# زانکت آنا ام آیگن
زانکت آنا ام آیگن (به آلمانی: Sankt Anna am Aigen) یک منطقهٔ مسکونی در اتریش است که در زودوست‌اشتایرمارک واقع شده‌است. زانکت آنا ام آیگن ۲۱٫۷۵ کیلومتر مربع مساحت دارد ۴۰۳ متر بالاتر از سطح دریا واقع شده‌است.